# Пісня народилася
«Пісня народилася» (англ. A Song Is Born) — мюзикл режисера Говарда Гоукса, який вийшов у 1948 році. Ремейк фільму Вогняна куля 1941 року.

## Сюжет
Професор Гобарт Фрісбі та його колеги-вчені, серед яких професор Магенбрух, пишуть музичну енциклопедію. У процесі роботи вони виявляють, що є якась нова популярна музика, яка називається джаз, свінг, бугі-вугі або бібоп.

## У ролях
- Денні Кей — Гобарт Фрісбі
- Вірджинія Майо — Мед Свонсон
- Бенні Гудман — професор Магенбрух
- Томмі Дорсі — сам себе
- Луї Армстронг — сам себе
- Чарлі Барнет — сам себе
- Лайонел Гемптон — сам себе